# Cyril Vasiľ
Cyril Vasiľ (Košice, 10 aprile 1965) è un arcivescovo cattolico slovacco, dal 24 giugno 2021 eparca di Košice.

## Biografia
Nasce a Košice, città sede arcivescovile ed eparchiale, il 10 aprile 1965. È figlio di un sacerdote della Chiesa greco-cattolica slovacca, in quegli anni (1950-1968) soppressa dal regime cecoslovacco. Viene battezzato secondo il rito romano.

### Formazione e ministero sacerdotale
Nel 1982 inizia a frequentare la facoltà di teologia Cirillo e Metodio dell'Università di Bratislava.
Il 14 giugno 1987 è ordinato presbitero della Chiesa greco-cattolica slovacca dal vescovo Slavomir Miklovš.
Sempre nel 1987 espatria illegalmente dalla Cecoslovacchia, che gli negava il permesso di lasciare il paese, ed è condannato in contumacia a due anni di carcere. Si stabilisce a Roma per frequentare il Pontificio istituto orientale, dove l'anno successivo ottiene la licenza in diritto canonico. Il 15 ottobre 1990 entra a far parte della Compagnia di Gesù e, nel 1994, consegue il dottorato in diritto canonico presso lo stesso istituto ove aveva ottenuto la licenza.
Allievo di padre Ivan Žužek, assistente ecclesiastico scout, entra anch'egli nell'Associazione Italiana Guide e Scouts d'Europa Cattolici (FSE) e viene nominato dalla diocesi di Roma assistente ecclesiastico dei gruppi scout Roma 4 e Roma 65. Ricoprirà per un triennio anche il ruolo di assistente federale della Unione Internazionale delle Guide e Scouts d'Europa - Federazione dello Scautismo Europeo dando impulso alla nascita dell'associazione slovacca, suo paese di origine.
Nel 2002 viene nominato decano della facoltà di diritto canonico orientale presso il Pontificio istituto orientale e, dopo esser stato il vicerettore dell'istituto, ne diventa il rettore nel maggio del 2007.

### Ministero episcopale
Il 7 maggio 2009 papa Benedetto XVI lo nomina segretario della Congregazione per le Chiese orientali ed arcivescovo titolare di Tolemaide di Libia; succede ad Antonio Maria Vegliò, precedentemente nominato presidente del Pontificio consiglio della pastorale per i migranti e gli itineranti. Il 14 giugno successivo riceve la chirotonia (ordinazione) episcopale, nella basilica di Santa Maria Maggiore in Roma, dal vescovo Slavomir Miklovš, co-consacranti l'arcivescovo Ján Babjak e il vescovo Milan Chautur.
Il 20 gennaio 2020 papa Francesco lo nomina amministratore apostolico sede plena di Košice; il 24 giugno 2021 è nominato dal papa eparca della medesima sede, mantenendo il titolo personale di arcivescovo; succede al dimissionario Milan Chautur. Il 4 luglio seguente prende possesso dell'eparchia.
È membro del Collegio per l'esame dei ricorsi in materia di delicta reservata, istituito presso la Congregazione per la dottrina della fede, dal 29 luglio 2019, membro del Supremo tribunale della Segnatura apostolica, dal 21 giugno 2021, e membro del Dicastero delle cause dei santi, dal 17 febbraio 2024.

## Genealogia episcopale e successione apostolica
La genealogia episcopale è:
- Patriarca Geremia II Tranos
- Arcivescovo Michal Rahoza
- Arcivescovo Hipacy Pociej
- Arcivescovo Iosif Rucki
- Arcivescovo Antin Selava
- Arcivescovo Havryil Kolenda
- Arcivescovo Kyprian Žochovs'kyj
- Arcivescovo Lev Zaleski
- Arcivescovo Jurij Vynnyc'kyj
- Arcivescovo Luka Lev Kiszka
- Vescovo György Bizánczy
- Vescovo Inocențiu Micu-Klein, O.S.B.M.
- Vescovo Mihály Emánuel Olsavszky, O.S.B.M.
- Vescovo Vasilije Božičković, O.S.B.M.
- Vescovo Grigore Maior, O.S.B.M.
- Vescovo Ioan Bob
- Vescovo Samuel Vulcan
- Vescovo Ioan Lemeni
- Arcivescovo Spyrydon Lytvynovyč
- Arcivescovo Josyf Sembratowicz
- Cardinale Sylwester Sembratowicz
- Arcivescovo Julian Kuiłovskyi
- Arcivescovo Andrej Szeptycki, O.S.B.M.
- Arcivescovo Ivan Bučko
- Arcivescovo Myroslav Marusyn
- Vescovo Slavomir Miklovš
- Arcivescovo Cyril Vasiľ, S.I.

La successione apostolica è:
- Vescovo Atanáz Orosz (2011)
- Vescovo Paolo Bizzeti, S.I. (2015)
- Arcivescovo Jonáš Jozef Maxim (2024)